# فساد در لسوتو
فساد در لسوتو همواره از دوران اولیه‌اش که تحت قیمومت بریتانیا بود، وجود داشته است. اما وضعیت در دهه‌های ۱۹۸۰ و ۱۹۹۰ بدتر و ریشه‌دارتر شد. پادشاه موشوشوه دوم (۱۹۳۸–۱۹۹۶) دوره‌ای سرشار از فساد و پارتی‌بازی را تجربه کرد که شامل اتهامات سوءاستفاده از بودجه‌های دولتی و اعطای قراردادهای دولتی به دوستان بود. با این حال، با پذیرش نظام چندحزبی در دهه ۱۹۹۰، کشور توانست برخی از مشکلات پیشین را مورد توجه قرار دهد. در دولت نتسو موخهله (۱۹۹۳–۱۹۹۸) نیز اتهامات فساد مالی در ارتباط با سوءاستفاده از بودجه پروژه‌های توسعه‌ای مطرح بود. در همین دوره، دوره نخست‌وزیری پاکالیتا موسیسیلی (۱۹۹۸–۲۰۱۲) به دلیل موارد متعدد فساد از جمله رشوه‌خواری مرتبط با پروژه آب‌های بلند لسوتو، به عنوان دوره‌ای چالش‌برانگیز شناخته می‌شود. در دوره نخست‌وزیر توماس تابانه (۲۰۱۷–۲۰۲۰) نیز فساد یکی از بزرگ‌ترین چالش‌های لسوتو باقی ماند؛ دولت وی با پرونده‌های متعددی در زمینه سوءاستفاده از بودجه‌ها از جمله اختلاس کمک‌های مالی مرتبط با بحران کووید-۱۹ مواجه بود که نشان‌دهنده عمق این مشکل است.
سازمان مبارزه با فساد و جرایم اقتصادی لسوتو (DCEO)، نهاد ضدفساد این کشور، با مشکلاتی چون کمبود منابع، دخالت‌های سیاسی و فساد داخلی مواجه است که مانع رسیدگی مؤثر به پرونده‌های فساد می‌شود. وضعیت فساد در لسوتو با ضعف نهادها، عدم تمایل به مبارزه با فساد، شفافیت و پاسخگویی محدود در دولت و نهادهای عمومی، فقدان مکانیزم‌های حمایت از گزارشگران فساد و مشارکت عمومی، گستردگی پارتی‌بازی و قوم‌سالاری، محدودیت در دسترسی به اطلاعات و آزادی مطبوعات تشدید شده است. اقدامات مقابله با فساد در لسوتو شامل ایجاد سازمان DCEO و تشکیل محکمه ضد فساد، تصویب قوانین مرتبط با سیاست‌های ضد فساد، حمایت‌های بین‌المللی از جمله سازمان ملل متحد و بانک توسعه آفریقا، و فعالیت‌های جامعه مدنی مانند کمپین‌های آگاهی‌بخشی است.

## تاریخ

### دوران استعمار (۱۸۶۸–۱۹۶۶)

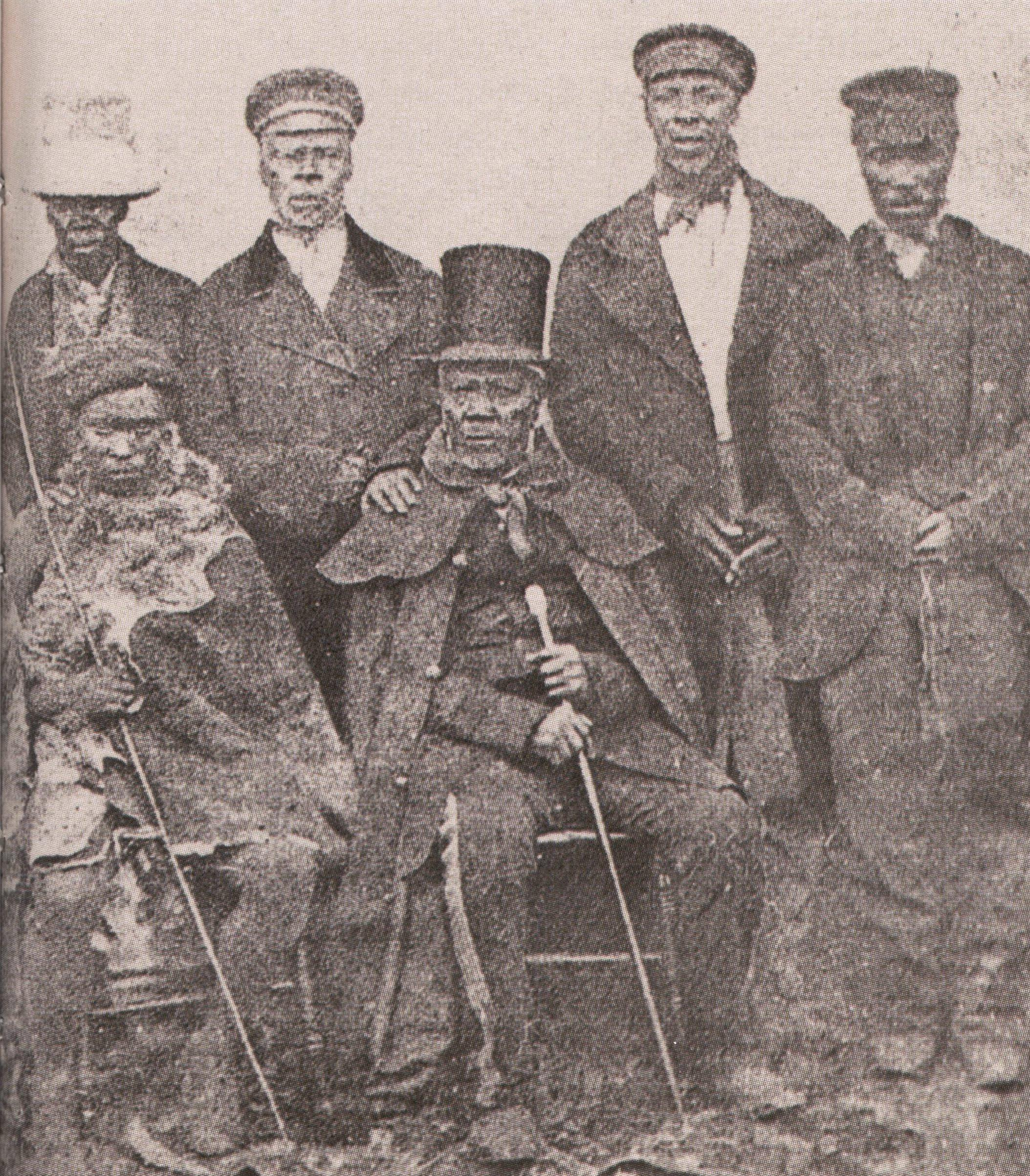
پادشاه موشوشوه دوم از مردم سوتو (باسوتو) همراه با وزرایش

فساد در دوران استعمار لسوتو (۱۸۶۸–۱۹۶۶) گسترده و ریشه‌دار در ساختار اداره استعماری بود. مقامات استعماری بریتانیا از منابع و مردم لسوتو بهره‌کشی کرده و فساد و سوءاستفاده از قدرت را ادامه دادند. مسئولان استعماری بودجه‌های اختصاص‌یافته به پروژه‌های توسعه‌ای را به تاراج برده و آن‌ها را برای منافع شخصی خود به کار گرفتند. زمین‌هایی که متعلق به مردم باسوتو بود، اغلب بدون پرداخت غرامت مصادره و به مستعمره‌نشینان و حامیان استعماری اختصاص داده می‌شد.
مردان باسوتو مجبور به کار در معادن و مزارع شدند، غالباً تحت شرایط سخت و بدون دریافت مزد منصفانه. مسئولان استعماری رشوه می‌گرفتند و در اعطای قراردادها و مشاغل به دوستان و خانواده‌ها ترجیح می‌دادند. اداره استعماری سیاست‌های تفکیک نژادی و تبعیض را ادامه داد و دسترسی مردم باسوتو به آموزش، خدمات بهداشتی و فرصت‌های اقتصادی را محدود کرد.
مسئولان استعماری قدرت زیادی داشتند و اغلب از آن برای بهره‌کشی و ارعاب مردم محلی استفاده می‌کردند. آن‌ها با رهبران سنتی فاسد تبانی کرده و این افراد از فعالیت‌های غیرقانونی ثروت کسب می‌کردند. این فساد و بهره‌کشی مانع توسعه اقتصادی و اجتماعی لسوتو شده و فقر و نابرابری را ادامه داد. میراث فساد دوران استعمار همچنان بر لسوتو تأثیرگذار است.

## پس از استقلال

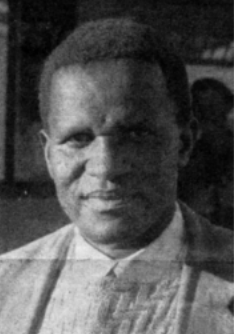
نتسو موکله‌له، رهبر حزب کنگره باسوتولند و نخست‌وزیر لسوتو

از سال ۱۹۶۶ تاکنون، فساد در دوره پس از استقلال لسوتو گسترده بوده است. این فساد مانع پیشرفت کشور و تضعیف ارکان حکمرانی شده است. سوءاستفاده از بودجه‌های تخصیص‌یافته برای پروژه‌های مختلف توسط مدیران و سیاست‌مداران به رویه‌ای رایج تبدیل شده است. آن‌ها این بودجه‌ها را به جای استفاده در موارد مقرر، به جیب خود منتقل می‌کنند. رهبران همچنین به اعطای مناقصات به بستگان یا دوستان خود که صلاحیت لازم را ندارند روی آورده‌اند، تنها به این دلیل که می‌خواهند به آن‌ها کمک مالی کنند و همچنین آن‌ها را در بخش دولتی به کار می‌گیرند. مسئولان از کسب‌وکارها و اعضای جامعه رشوه می‌گیرند تا مجوزها و اسناد قانونی لازم را سریع‌تر صادر کنند و این افراد بتوانند آزادانه فعالیت کنند.
این امر مانعی برای رشد اقتصادی لسوتو بوده و باعث عقب‌ماندگی کشور در زمینه فرصت‌های برابر در بخش توسعه شده و همچنین اعتماد شکننده مردم به دولت و نهادها را تضعیف کرده است. از سوی دیگر، فساد عدالت را مخدوش می‌کند، فقر بی‌پایان را در میان مردم حفظ کرده و جایگاه جهانی خوب کشور را لکه‌دار می‌سازد.

## رتبه‌بندی بین‌المللی
در شاخص ادراک فساد ۲۰۲۴ که توسط سازمان شفافیت بین‌الملل منتشر شده است، لسوتو نمره ۳۷ را در مقیاسی از ۰ (بسیار فاسد) تا ۱۰۰ (کاملاً پاک) کسب کرده است. بر اساس این نمره، لسوتو در میان ۱۸۰ کشور رتبه ۹۹ را به خود اختصاص داده است، به طوری که کشوری که رتبه اول را دارد به عنوان دارای پاک‌ترین بخش عمومی شناخته می‌شود.
برای مقایسه با نمرات منطقه‌ای، میانگین نمره کشورهای جنوب صحرای آفریقا ۳۳ بوده است. بهترین نمره در این منطقه ۷۲ و بدترین نمره ۸ گزارش شده است.
برای مقایسه با نمرات جهانی، بهترین نمره ۹۰ (رتبه ۱)، میانگین نمره ۴۳ و بدترین نمره ۸ (رتبه ۱۸۰) بوده است.